# Shōchiku
Shochiku Company, Limited (jap. 松竹株式会社 Shōchiku Kabushiki Gaisha) – japońskie studio filmowe, zajmujące się również produkcją przedstawień teatru kabuki oraz dystrybucją filmów anime. Niektórzy reżyserzy związani z Shōchiku to Yasujirō Ozu, Kenji Mizoguchi, Keisuke Kinoshita i Yōji Yamada. Shōchiku produkowało również filmy wielu niezależnych reżyserów – Takashiego Miike, Takeshiego Kitano, Akiry Kurosawy i przedstawiciela „tajwańskiej nowej fali”, Hou Hsiao-Hsiena.

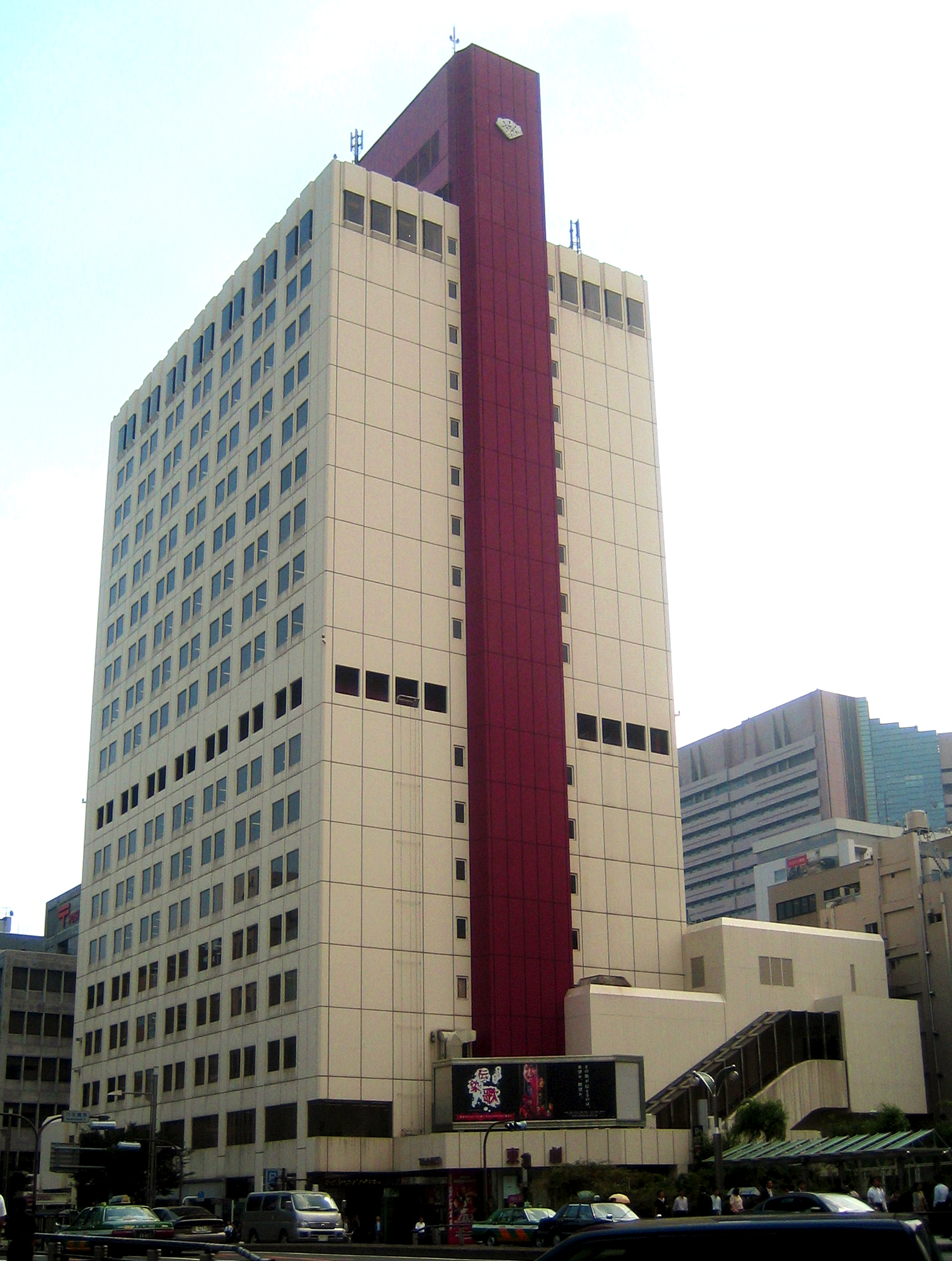
Siedziba Shōchiku

Shōchiku została założona w 1895 roku jako firma zajmująca się produkcją przedstawień kabuki, produkcją filmów zajęła się w 1921. Jako pierwsze wprowadziło hollywoodzkie standardy produkcji filmów, w tym system promowania gwiazd wśród aktorów. Shōchiku jest najstarszym nieprzerwanie działającym studiem filmowym w Japonii.